# Joey Dunlop
Joey Dunlop (Ballymoney, Irlanda del Norte, 25 de febrero de 1952 - Tallin, Estonia, 2 de julio de 2000) fue un legendario 
piloto de motociclismo norirlandés que compitió en el Campeonato del Mundo de Motociclismo entre 1976 y 1992.

## Biografía
Apodado "King of the roads" por sus innumerables victorias en circuitos de carretera, consiguió 26 triunfos en el Tourist Trophy, 13 en la North West 200 y 24 en el Gran Premio del Úlster, además de 162 victorias en otras carreras internacionales de carretera.
Durante muchos años vinculado a la Honda, con las motos de la casa japonesa también ganó cinco títulos mundiales consecutivos en la clase Campeonato Mundial de Fórmula TT, perdiendo el sexto con solo tres puntos de Virginio Ferrari y su Bimota YB4. Por sus méritos deportivos fue galardonado, en 1986, con el título de MBE (Miembro del Imperio Británico).
Dunlop era muy supersticioso: durante las competiciones siempre llevaba una camisa roja y un casco con librea amarilla bordada de hilos negros, que se convirtió en una especie de icono para los entusiastas de la motocicleta.
En 2015 fue nombrado por el Belfast Telegraph, tras una encuesta de sus lectores, como el más grande deportista de la historia de Irlanda del Norte. En 2016 fue votado por la revista Motorcycle News como el quinto mejor piloto de motociclismo de toda la historia por detrás de Valentino Rossi.

## Muerte

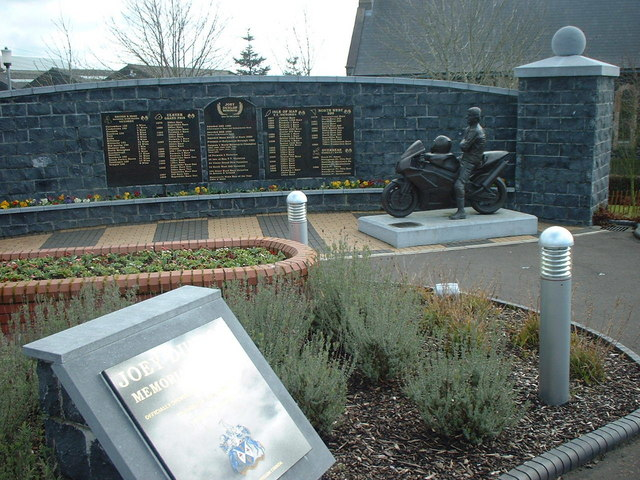
Memorial en Ballymoney, Irlanda del Norte

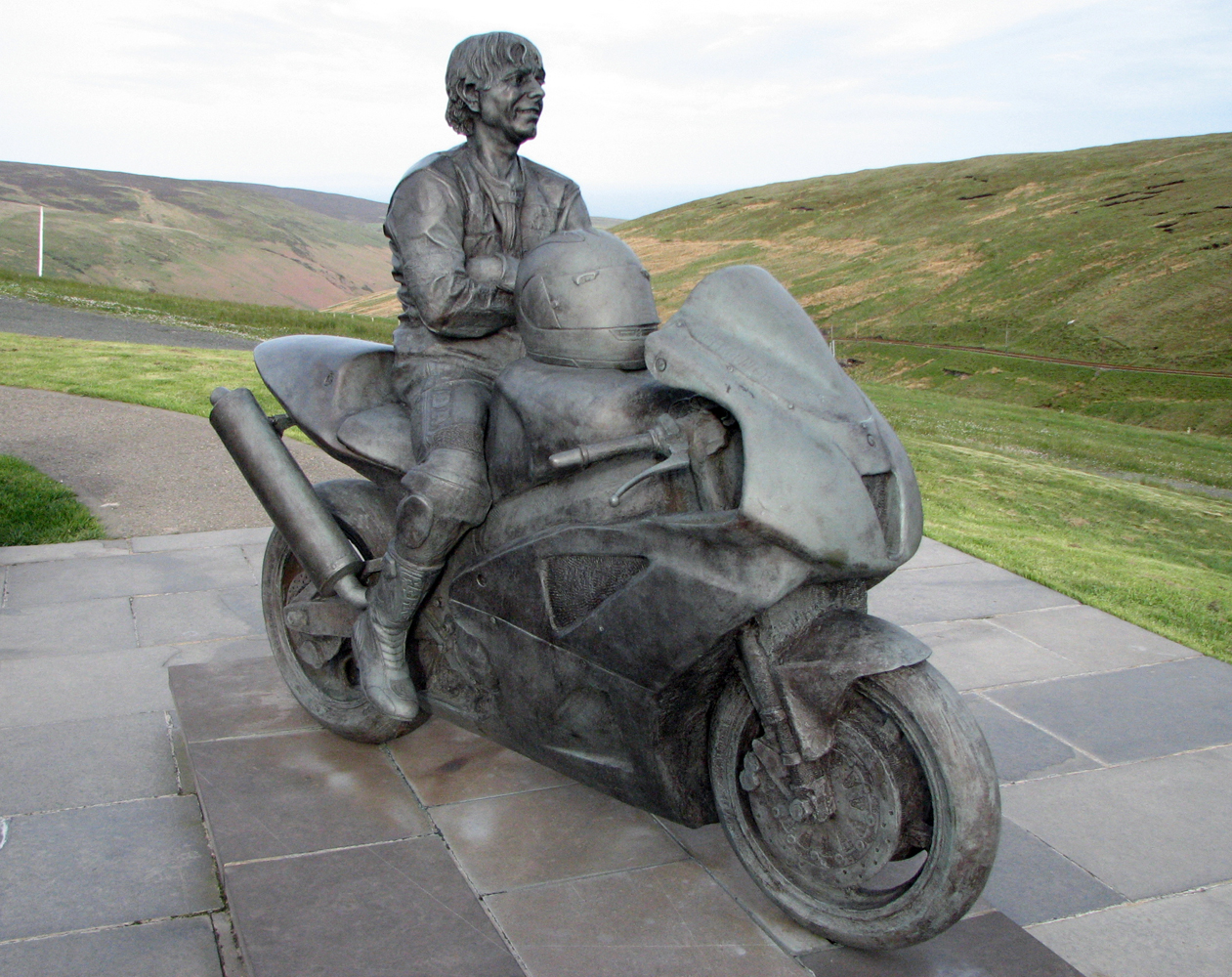
Estatua en la TT course

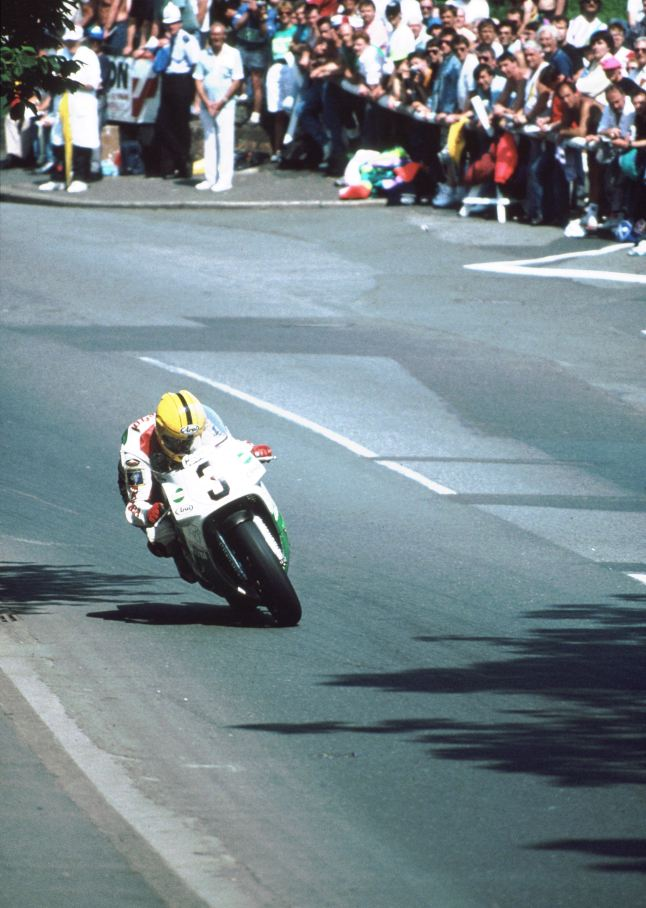
Joey Dunlop en carrera en la Tourist Trophy de 1992

Dunlop murió el 2 de julio de 2000 en una carrera en ruta que tuvo lugar en Tallin en Estonia. En ese momento lideraba la carrera de 125cc después de ganar la de 600cc y de 750cc. Dunlop perdió el control de su motocicleta debido a la superficie de la carretera mojada y el impacto con un árbol le provocó la muerte instantánea. 
 Como signo de respeto, unas horas después de este trágico evento, el gobierno de Estonia también organizó un homenaje a Dunlop. La televisión de Irlanda del Norte transmitió en vivo el funeral en el que participaron multitud de personalidades. Con motivo de su muerte, Irlanda del Norte declaró día de paz nacional. Este ha sido el primer, y hasta ahora único, día de paz nacional en un siglo de conflictos ya que Dunlop contaba con el respeto tanto de católicos como de protestantes. Su ciudad natal le ha dedicado un parque.
Dejó esposa Linda y cinco hijos: Julie, Donna, Gary, Richard y Joanne. Su hermano Robert también murió en un accidente el 15 de mayo de 2008 en los entrenamientos oficiales de la North West 200.

## Palmarés
- 26 victorias en el Tourist Trophy
- 13 victorias en el North West 200
- 24 victorias en el Gran Premio del Úlster
- 162 victorias en otras carreras

## Resultados en el Campeonato del Mundo
Sistema de puntuación desde 1969 hasta 1987:
| Posición | 1.º | 2.º | 3.º | 4.º | 5.º | 6.º | 7.º | 8.º | 9.º | 10.º |
| Puntos   | 15  | 12  | 10  | 8   | 6   | 5   | 4   | 3   | 2   | 1    |

### Carreras por año
(Carreras en negrita indica pole position, carreras en cursiva indica vuelta rápida)
| Año  | Cat.  | Equipo | 1     | 2     | 3     | 4     | 5       | 6       | 7     | 8       | 9      | 10      | 11      | 12    | 13    | 14    | 15    | Pts. | Pos. |
| ---- | ----- | ------ | ----- | ----- | ----- | ----- | ------- | ------- | ----- | ------- | ------ | ------- | ------- | ----- | ----- | ----- | ----- | ---- | ---- |
| 1976 | 250cc | Yamaha | FRA - |       | NAT - | YUG - | IOM Ret | NED -   | BEL - | SWE -   | FIN -  | CZE -   | GER -   | ESP - |       |       |       | 0    | -    |
| 1976 | 350cc | Yamaha | FRA - | AUT - | NAT - | YUG - | IOM 16  | NED -   |       |         | FIN -  | CZE -   | GER -   | ESP - |       |       |       | 0    | -    |
| 1976 | 500cc | Yamaha | FRA - | AUT - | NAT - |       | IOM 18  | NED -   | BEL - | SWE -   | FIN -  | CZE -   | GER -   |       |       |       |       | 0    | -    |
| 1979 | 250cc | Yamaha | VEN - |       | GER - | NAT - | ESP -   | YUG -   | NED - | BEL -   | SWE -  | FIN -   | GBR Ret | CZE - | FRA - |       |       | 0    | -    |
| 1979 | 350cc | Yamaha | VEN - | AUT - | GER - | NAT - | ESP -   | YUG -   | NED - |         |        | FIN -   | GBR 15  | CZE - | FRA 9 |       |       | 2    | 34.º |
| 1980 | 250cc | Yamaha | NAT - | ESP - | FRA - | YUG - | NED -   | BEL -   | FIN - | GBR Ret | CZE -  | GER -   |         |       |       |       |       | 0    | -    |
| 1984 | 500cc | Honda  | RSA - | NAT - | ESP - | AUT - | GER -   | FRA -   | YUG - | NED -   | BEL -  | GBR Ret | SWE -   | RSM - |       |       |       | 0    | -    |
| 1985 | 250cc | Honda  | RSA - | ESP - | GER - | NAT - | AUT -   | YUG -   | NED - | BEL -   | FRA -  | GBR 10  | SWE -   | RSM - |       |       |       | 1    | 28.º |
| 1986 | 250cc | Honda  | ESP - | NAT - | GER - | AUT - | YUG -   | NED DNQ | BEL - | FRA -   | GBR -  | SWE -   | RSM -   |       |       |       |       | 0    | -    |
| 1987 | 500cc | Honda  | JPN - | ESP - | GER - | NAT - | AUT -   | YUG -   | NED - | FRA -   | GBR 20 | SWE -   | CZE -   | RSM - | POR - | BRA - | ARG - | 0    | -    |
| 1992 | 125cc | Honda  | JPN - | AUS - | MAL - | ESP - | ITA -   | EUR -   | GER - | NED -   | HUN -  | FRA -   | GBR Ret | BRA - | RSA - |       |       | 0    | -    |